# Holomitrium gracilisetum
Holomitrium gracilisetum är en bladmossart som beskrevs av Thériot 1924. Holomitrium gracilisetum ingår i släktet Holomitrium och familjen Dicranaceae. Inga underarter finns listade i Catalogue of Life.